# Kamalini Sarabhai
Kamalini Sarabhai  (* 1925 in Indien; † 1981) war eine indische Psychoanalytikerin. Sie war Mitgründerin und Direktorin des Bakubhai Mansukhai Institute of Mental Health (BM Institute).

## Leben und Werk

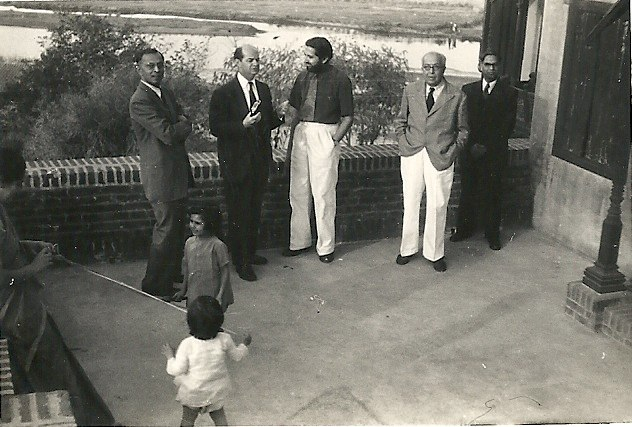
Bei Kamalini Sarabhai zu Hause, mit Blick auf den Fluss Sabarmati, 1952. Von links nach rechts: NR Nadkarni, Dr. Rechen, Gautam Sarabhai, Ambalal Sarabhai, Dr. HB Sreerangachar und ihre zwei Töchter

Sarabhai war die Tochter von Dharamsey Mulraj Khatau und seiner Frau Champubai Khatau. Ihr Vater war Vorstandsmitglied der Khatau Group of Companies, einem der ältesten Unternehmenskonglomerate Indiens und Mitte des zwanzigsten Jahrhunderts eines der führenden indischen Industriehäuser mit Unternehmungen in den Bereichen Textilien, Chemikalien, Schifffahrt, Zement, Luftfahrt, Automobil und andere Industrien.
Sie heiratete Gautam Sarabhai, Mitglied einer Familie reicher Textilindustrieller in Ahmedabad. Die Familie Sarabhai war von 1880 bis 1947, als Indien unabhängig wurde, mit den Calico Mills in Ahmedabad verbunden. Nach der Unabhängigkeit diversifizierten sie sich von Textilien in Pharmazie, Chemie, Werbung und eine Reihe anderer Branchen und wurden zur Sarabhai Group.
Anfang der 1940er Jahre ging Sarabhai mit ihren beiden Töchtern nach London, wo sie eine sechsjährige Ausbildung zur Psychoanalytikerin bei der British Psychoanalytical Society (BPAS) und der Tavistock Clinic absolvierte. Sie entwickelte Verbindungen zu der britischen Psychologin Anna Freud und wurde Mitglied der BPAS mit einem besonderen Interesse an der kindlichen Entwicklung.
Nach ihrer Ausbildung in England kehrte sie nach Ahmedabad zurück, wo sie 1949 die Balghar School gründete. In diesem Kindergarten (jetzt Grundschule) konnten Kinder in ihrem eigenen Tempo lernen.
1951 gründete Sarabhai dann zusammen mit ihrem Ehemann und den amerikanischen Entwicklungspsychologen Lois Barclay Murphy und Gardner Murphy nach dem Vorbild der Tavistock Clinic School of Family Psychiatry and Community Mental Health das Bakubhai Mansukhai Institute of Mental Health (BM Institute). Ihr Ehemann und Gira Sarabhai entwarfen zwei Gebäudekomplexe in den 1960er Jahren als bedeutenden Beitrag zum modernen architektonischen Erbe des 20. Jahrhunderts. Das BM-Institut befand sich in zwei separaten Gebäuden am Ufer des Flusses Sabarmati. Ein Gebäude war ein Institut für Kinder mit besonderen Bedürfnissen, und das zweite ein Kindergarten, der sich später zu einer Grundschule entwickelte.
Sarabhai war bis zu ihrem Tod 1981 die Direktorin des BM-Instituts. Ihre Ausbildung in Psychoanalyse am Tavistock Institute trug dazu bei, das Modell der kindorientierten Forschung und Praxis des BM Institute zu formen, das darauf abzielte, eine sichere Grundlage für konstruktive Programme in den Bereichen Psychohygiene, Bildung, Familien- und Gruppenleben zu liefern.

## Pionierrolle in der psychologischen Forschung in Indien
Das BM Institute of Mental Health in Ahmedabad spielte in den 1960er und 1970er Jahren eine Pionierrolle in der psychologischen Forschung in Indien. Als die psychologische Forschung in Indien noch in den Anfängen steckte, experimentierte das BM-Institut bereits mit Kinderpsychologie, Verhaltenstherapie, Heilmitteln für Geisteskrankheiten und Autismus. Es wurde nicht nur in Indien, sondern in ganz Südostasien als Modellinstitut angesehen und wurde in den 1960er und 1970er Jahren regelmäßig von Psychiatern und Psychologen von internationalem Ruf aufgesucht. Dazu gehörte Erik H. Erikson, der 1962 ein Seminar am BM-Institut abhielt.
Sarabhai arbeitete eng mit dem medizinischen Direktor der Tavistock Clinic, John Derg Sutherland, zusammen, um kommunale Projekte zur psychischen Gesundheit aufzubauen. Durch ihre Arbeit wurde Sarabhai zu einem der führenden Namen auf dem Gebiet der psychischen Gesundheitsdienste in Indien und war der Schlüssel zur Entwicklung des BM-Instituts zu einem der wegweisenden Institute für psychische Gesundheit in Asien.